# Будмани, Перо
Перо Будмани (27 октября 1835, Дубровник — 27 декабря 1914, Анкона, Марке) — сербский филолог.

## Биография
Учился на юридическом факультете Венского университета и вместе с тем занялся изучением индоевропейских языков; познакомившись в 1860 году с Вуком Караджичем, он предался исключительно изучению славянских языков и в особенности сербохорватского. На первых порах своей ученой деятельности он переводил на сербохорватский язык с санскритского (Панчатантру и Сакунталу), русского и польского языков.

## Труды
- «Grammatica della lingua Serbocroata» (Вена, 1866—67)
- «Dubrovački dialekat» (Rad. akad. jugoslav., 1882),
- «Pogled naistoriju naše grammatikei leksikografije» («Rad.», LXXX),
- «Praktična grammatika ruskoga jezika» (Загреб, 1888).
- начиная с 5 тома, он продолжал начатое Даничичем издание словаря «Rječnik hrvatskoga ili srpskoga jezika»
- принимал участие в издании «Stari pisci hrvatski».